# Горобець великий
Горобець великий (Passer motitensis) — вид горобцеподібних птахів родини горобцевих (Passeridae).

## Поширення
Вмд поширений в Південній Африці (в Анголі, Ботсвані, Зімбабве, ПАР та Намібії). Мешкає у сухих лісистих саванах.

## Опис
Дрібний птах, завдовжки 15–16 см. Зовні нагадує великого хатнього горобця. Має сіру корону, шию і верхню частину.

## Спосіб життя
Вид менш стадний, ніж більшість горобців, зазвичай трапляється парами та зрідка невеликими зграями. Сезон розмноження триває з вересня по лютий. Буває два виводки за рік. Самиця відкладає 3-6 яєць. Гнізда будують обидва партнери. Дорослі живляться насінням трав. Пташенят годують гусеницями.